# Uliánovo (Kaluga)
Uliánovo (ruso: Улья́ново) es un asentamiento rural y pueblo (seló) de Rusia, capital del raión homónimo en la óblast de Kaluga.
En 2021, el territorio del asentamiento tenía una población de 3593 habitantes, de los que 3078 vivían en el propio pueblo y el resto repartidos en dieciocho pedanías.
Se ubica a orillas del río Výtebet, unos 50 km al sur de Kozelsk.

## Historia
Se conoce la existencia del pueblo en documentos desde 1494, cuando era conocido como "Mestilovo" (Местилово). En los siglos XVI y XVII, junto a Mestilovo surgió el núcleo comercial de "Plojino" (Плохино), con el cual acabó uniéndose, primero con el topónimo de "Plojino Mestilovo" y más tarde simplemente "Plojino". A finales del siglo XVII, Pedro el Grande entregó el pueblo a Jacob Bruce, que desarrolló el asentamiento como un núcleo industrial, haciéndose conocido internacionalmente en el siglo XVIII por su fábrica de velas, que suministraba a navieras de varios países. El carácter industrial del pueblo se mantuvo hasta finales del siglo XIX, cuando los edificios comenzaron a ser vendidos a terratenientes locales por su entonces propietario Dmitri Ott.
A principios del siglo XX, Plojino era sede de una vólost en el uyezd de Zhizdra de la gobernación de Kaluga. La Unión Soviética le dio el estatus de capital distrital en 1929, cuando se definieron los raiones de la Óblast Occidental. En 1935, Plojino cambió su topónimo a "Rumiántsevo" (Румя́нцево) en referencia a un líder comunista local llamado Iván Rumiántsev; sin embargo, en 1937 Rumiántsev fue purgado y ejecutado, por lo que el topónimo del pueblo pasó a ser "Uliánovo" en referencia a María Ilínichna Uliánova, la hermana recién fallecida de Lenin.